# سوسمار پل‌دماغی
سوسمار پل‌دماغی یا توآتارا دو نوع خزنده در سردهٔ بینی‌سَر (Sphenodon) هستند که هرچند به سوسمارها شباهت دارند اما به یک گروه جداگانه از خزندگان به نام بینی‌سران تعلق دارند که ۲۰۰ میلیون سال پیش شکوفا شدند و بقیه آن‌ها اکنون منقرض شده‌اند. به همین دلیل این حیوان در مطالعهٔ تاریخ تکامل سوسمارها و مارها و بازسازی شکل ظاهری و شیوه زندگی دایناسورها، و پرندگان و تمساح‌های اولیه اهمیت زیادی دارد.
تواتارا بازمانده گروهی بزرگ و باستانی است به نام بینی‌سران (اسفنودونت‌ها) که عموزاده‌های سوسمارها محسوب می‌شوند و زمانی به اندازه سوسمارها تنوع داشتند. از آن گروه بزرگ اکنون تنها تواتارا برجای مانده‌است که در نیوزلند زندگی می‌کند. بررسی بدن تواتارا به جانورشناسان نشان داد که جمجمه تواتارا بدون صفات شاخص جمجمه سوسمارهاست، از جمله این که تحرک جمجمه‌ای ندارد.
پل‌دماغی‌ها بومی جزایر زلاندنو هستند اما با ورود انسان به این جزایر و ورود گونه‌های غیربومی آن‌ها در جزایر اصلی زلاندنو منقرض شده‌اند و تنها در جزایر کوچک زلاندنو یافت می‌شوند. اکنون این جانور تحت حفاظت شدیدی قرار دارد و نسل آن منقرض نخواهد شد. در جزایری که این سوسمارها زندگی می‌کنند، مرغ طوفان هم آشیانه دارند. پل دماغی‌ها علاقهٔ زیادی به زندگی در آشیانهٔ پرنده‌ها دارند و با آن‌ها در صلح زندگی می‌کنند.
هنگامی که این سوسمار در سال ۱۸۳۱ میلادی کشف گردید؛ گمان بر این بود که آن‌ها سوسمارهای معمولی و جزو دستهٔ سوسمارهای درختی هستند. بعد از بیست و پنج سال مطالعهٔ این جانور، یک جانورشناس انگلیسی با مطالعهٔ دقیق این جانور به این نتیجه رسید که اسکلت بدنی این جانور عملاً دارای همان ساختاری است که خزندگان ۱۳۰میلیون سال پیش داشتند. این سوسمار تنها نوع سوسمار باقی‌مانده از سوسمارهای سرپوزه‌ای است.